# 絶筆
絶筆（ぜっぴつ）は、
- 日誌などの書き続けてきた物の後を書かないことや、書くのをやめること。これらは「作者の意思によって執筆をやめる」場合や、「作者の死等により執筆中止を余儀なくされる」場合がある。
また、作品を書き終わる（完成に至る）こと（同義語は擱筆（かくひつ）、反意語は起筆）。
- その人の生涯において、最後に書き残した文や書画。